# Drăgești
Drăgești é uma comuna romena localizada no distrito de Bihor, na região histórica da Crișana (parte da Transilvânia). A comuna possui uma área de 52.68 km² e sua população era de 2515 habitantes segundo o censo de 2007.